# Liste des ouvrages de la ligne Maginot

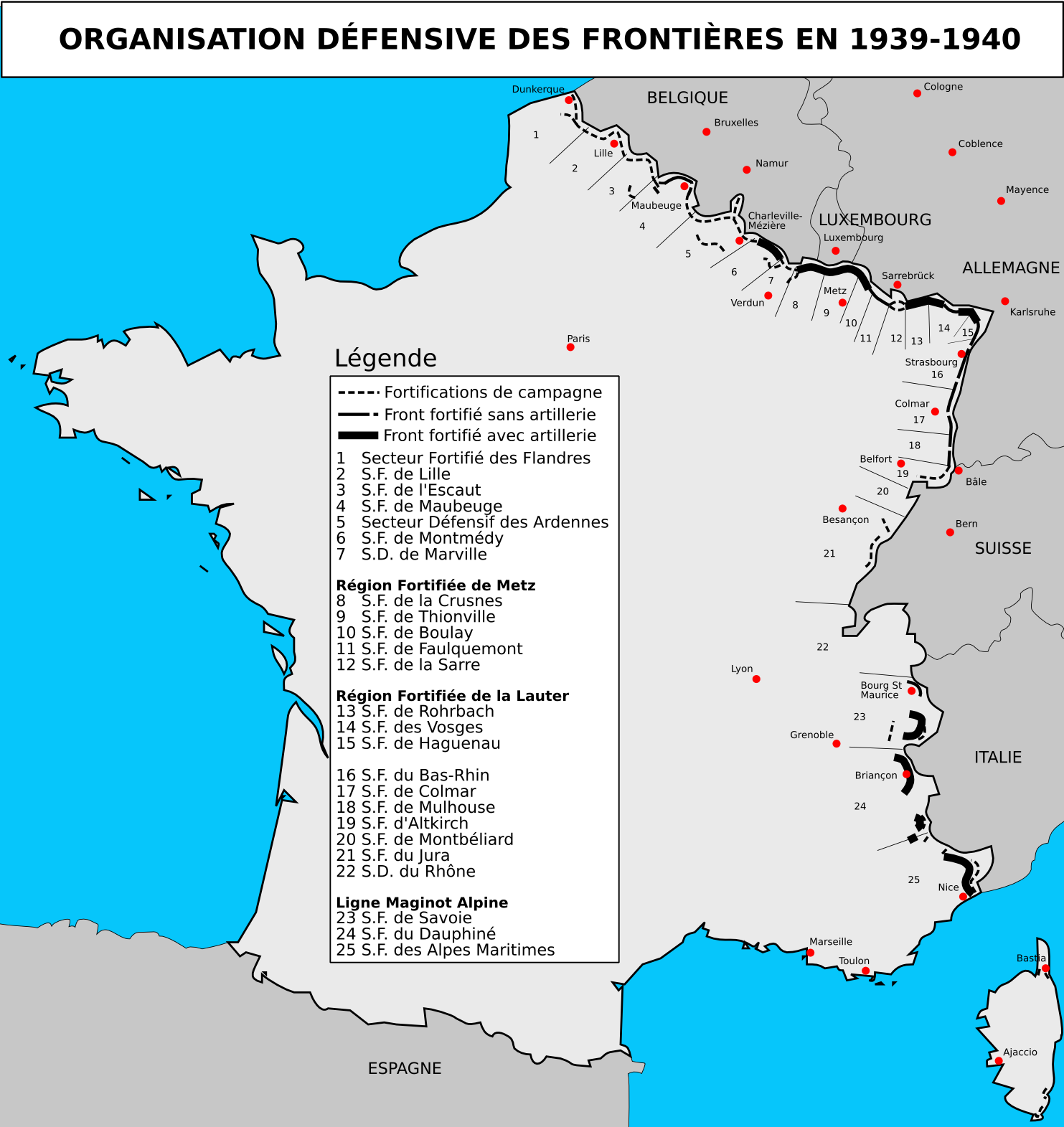
Carte des secteurs de la Ligne Maginot

Liste des ouvrages de la ligne Maginot répartis du nord au sud par secteurs et types d'ouvrages.
Pour un article plus général, voir Ligne Maginot.

## Frontière franco-belge

### Secteur défensif des Flandres

#### Autour de Bray-Dunes
- Blockhaus Bray-Dunes (1)
- Blockhaus Bray-Dunes (2) «La Rochelle»
- Fort des Dunes
- Batterie de Zuydcoote
- Blockhaus Bray-Dunes (3)
- Blockhaus Bray-Dunes (4)
- Blockhaus Bray-Dunes (5) «Bar-Le-Duc»
- Blockhaus Bray-Dunes (6)
- Blockhaus Bray-Dunes (7) «Lyon»
- Blockhaus Bray-Dunes «Nancy»
- Blockhaus Ghyvelde (1)
- Blockhaus B32 (Basse-Plaine 3)

#### Autour d'Hondschoote
- Casemate des Trois Rois
- Blockhaus des Trois Rois
- Casemate de Hondschoote
- Bouclier B61 (Chapelle-de-Straband 3)
- Bouclier B62 (Chapelle-de-Straband 4)
- Blockhaus B64 (Maison-des-Pauvres)
- Casemate d'Oost Cappel
- Blockhaus Kruystraete
- Blockhaus Steenvoorde

Autour du Mont Noir

- Blockhaus 170
- Blockhaus 172
- Blockhaus 175
- Casemate de Pudefort Ouest
- Blockhaus de Pudefort Est
- Casemate de Pudefort Est
- Casemate du Mont Noir Gauche
- Blockhaus antichar du Mont Noir
- Casemate du Mont Noir Droite
- Casemate de l'Ermitage Nord
- Casemate de l'Ermitage Sud
- Casemate de la Croix de Poperinghe
- Casemate de Dranoutre (Dranauthe)

### Secteur défensif de Lille

#### Autour d'Halluin
- Blockhaus d'Halluin 1
- Blockhaus d'Halluin 2
- Blockhaus d'Halluin 3 (inachevé)
- Blockhaus d'Halluin 4
- Blockhaus d'Halluin 5
- Blockhaus d'Halluin 6
- Blockhaus d'Halluin 7
- Blockhaus d'Halluin 8

#### Autour de Neuville-en-Ferrain
- Blockhaus de Neuville 1
- Blockhaus de Neuville 2
- Blockhaus de Neuville 3
- Blockhaus de Neuville 4
- Blockhaus de Neuville 5

#### Autour de Cysoing
- Blockhaus de Cysoing 1
- Blockhaus de Cysoing 2
- Blockhaus de Cysoing 3
- Blockhaus de Cysoing 4
- Blockhaus de Cysoing 5
- Blockhaus de Cysoing 6
- Point d'appui de Cysoing 1
- Point d'appui de Cysoing 2
- Point d'appui du Bas-du-Chemin-de-Camphin
- Blockhaus du Camphin
- Blockhaus de l'Epinette Est (inachevé)
- Blockhaus du bois de la Tassonnière
- Tourelle du bois de la Tassonnière 1
- Tourelle du bois de la Tassonnière 2

#### Autour de Bachy
- Blockhaus B334
- Blockhaus B335
- Blockhaus B333
- Blockhaus B341 Hameau de l'Hôtel
- Blockhaus Bercu (Pont-d'Or Nord)
- Blockhaus Bercu (Pont-d'Or Centre)
- Blockhaus B345 Bercu (Pont d'Or)
- Blockhaus du Crinquet Ouest 1 et 2
- Blockhaus du Crinquet Est 1
- Blockhaus du Crinquet Est 2
- Point d'appui de l'Ermitage
- Blockhaus Mouchin Planard (Tailles 4)

### Secteur fortifié de l'Escaut

#### Petit ouvrage
- Ouvrage d'Eth

#### Casemates
- Casemate de Tallandier
- Casemate de Jenlain
- Casemate de Notre-Dame-d'Armour
- Casemate du Cimetière-du-Mont-des-Bruyères
- Casemate de la Ferme-des-Rosières ou casemate des Rosières
- Casemate de Marlières
- Casemate de Haute-Rive
- Casemate de Drève-de-Saint-Antonin
- Casemate de Lièvre Ouest
- Casemate de Lièvre Est
- Casemate de Trieux-d'Escaupont Ouest
- Casemate de Trieux-d'Escaupont Est
- Casemate du Cimetière-d'Escaupont Ouest
- Casemate du Cimetière-d'Escaupont Est

### Secteur fortifié de Maubeuge

#### Petits ouvrages
- Ouvrage des Sarts
- Ouvrage de Bersillies
- Ouvrage de La Salmagne
- Ouvrage de Boussois

#### Casemates
- Casemate de Héronfontaine
- Casemate de Crèvecœur
- Casemate d'Épinette
- Casemate de Rocq
- Casemate de Marpent Nord ou casemate du Bois-de-Marpent Nord
- Casemate de Marpent Sud ou casemate du Bois-de-Marpent Sud
- Casemate d'Ostergnies
- Casemate de Gommegnies Ouest
- Casemate de Gommegnies Est
- Casemate du Cheval-Blanc
- Casemate de Tréchon
- Casemate de Clare Maison ou casemate de Clare
- Casemate Forestière d'Olies ou casemate d'Obies
- Casemate de Bon-Wez
- Casemate du Vivier-du-Nuthian Ouest ou casemate Ouest du Vivier-Nuthian
- Casemate du Vivier-du-Nuthian Est ou casemate Est du Vivier-Nuthian
- Casemate de Haute-Rue
- Casemate de Porquerie Ouest
- Casemate de Porquerie Est
- Casemate de Hurtebise

### Secteur fortifié de Montmédy

#### Gros ouvrages
- Ouvrage du Chesnois
- Ouvrage de Velosnes ou de Vélosnes

#### Petits ouvrages
- Ouvrage de La Ferté
- Ouvrage de Thonnelle

#### Casemates
- Casemate de Margut
- Casemate de Moiry
- Casemate de Sainte-Marie
- Casemate de Sapogne
- Casemate du Christ
- Casemate de Thonne-le-Thil
- Casemate de Guerlette
- Casemate d'Avioth
- Casemate de Fresnois
- Casemate Saint-Antoine
- Casemate d'Écouviez Ouest
- Casemate d'Écouviez Est

## Région fortifiée de Metz
La région fortifiée de Metz est composée des secteurs fortifiés se trouvant dans la 6e région militaire (QG à Metz) : secteurs de la Crusnes, de Thionville, de Boulay et de Faulquemont.

### Secteur fortifié de la Crusnes

#### Gros ouvrages
- Ouvrage de Fermont
- Ouvrage de Latiremont
- Ouvrage de Bréhain

#### Petits ouvrages
- Ouvrage de la Ferme-Chappy
- Ouvrage du Mauvais-Bois
- Ouvrage du Bois-du-Four
- Ouvrage d'Aumetz

#### Casemates
- Casemate de Puxieux
- Casemate du Bois-de-Beuveille
- Casemate du Haut-de-l'Anguille Ouest
- Casemate du Haut-de-l'Anguille Est
- Casemate du Bois-de-Tappe Ouest
- Casemate du Bois-de-Tappe Est
- Casemate de l'Ermitage Saint-Quentin
- Casemate de Praucourt
- Casemate de Jalaumont Ouest
- Casemate de Jalaumont Est
- Casemate de Chénières Ouest
- Casemate de Chénières Est
- Casemate de Laix
- Casemate de Morfontaine
- Casemate de Villers-la-Montagne Ouest
- Casemate de Villers-la-Montagne Centre
- Casemate de Villers-la-Montagne Est
- Casemate de Verbusch Ouest
- Casemate de Verbusch Est
- Casemate de la Ferme-Thiéry
- Casemate de Bourène Ouest
- Casemate de Bourène Est
- Casemate Ouest de Bréhain
- Casemate du Ravin-de-Crusnes
- Casemate de Crusnes Ouest
- Casemate de Crusnes Est
- Casemate du Nouveau-Crusnes Ouest
- Casemate du Nouveau-Crusnes Est
- Casemate du Réservoir
- Casemate de la Route-d'Ottange Ouest
- Casemate de la Route-d'Ottange Centre
- Casemate de la Route-d'Ottange Est
- Casemate de Tressange
- Casemate de Bure
- Casemate du Fond-d'Havange
- Casemate du Gros-Bois

#### Abri d'intervalle
- Abri du Gros-Bois (surface)

#### Observatoires
- Observatoire de Puxieux
- Observatoire du Haut-de-l'Anguille
- Observatoire du Haut-de-la-Vigne
- Observatoire du Bois-du-Four
- Observatoire du Réservoir

#### Casernements de sûreté
- Camp de Doncourt
- Camp de Morfontaine
- Camp d'Errouville
- Camp de Ludelange

### Secteur fortifié de Thionville

#### Gros ouvrages
- Ouvrage de Rochonvillers
- Ouvrage de Molvange
- Ouvrage de Soetrich
- Ouvrage du Kobenbusch
- Ouvrage du Galgenberg
- Ouvrage de Métrich
- Ouvrage du Billig

#### Petits ouvrages
- Ouvrage de l'Immerhof
- Ouvrage du Bois-Karre
- Ouvrage de l'Oberheid
- Ouvrage de Sentzich

#### Casemates
- Casemate du Grand-Lot
- Casemate d'Escherange Ouest
- Casemate d'Escherange Est
- Casemate du Petersberg Ouest
- Casemate du Petersberg Est
- Casemate d'Entrange
- Casemate du Bois-de-Kanfen Ouest
- Casemate du Bois-de-Kanfen Est
- Casemate de Boust
- Casemate de Basse-Parthe Ouest
- Casemate de Basse-Parthe Est
- Casemate du Sonnenberg
- Casemate de Kœnigsmacker Nord
- Casemate de Kœnigsmacker Sud
- Casemate de Métrich
- Casemate du Bois-de-Kœnigsmacker

#### Abris d'intervalles
- Abri du Grand-Lot (caverne)
- Abri du Bois-d'Escherange (caverne)
- Abri du Petersberg (caverne)
- Abri du Zeiterholz (surface)
- Abri du Bois-de-Kanfen (surface)
- Abri du Stressling (surface)
- Abri d'Hettange (surface)
- Abri de la Route-de-Luxembourg (surface)
- Abri de l'Helmreich (caverne)
- Abri du Barrungshof (surface)
- Abri du Bois-Karre (surface)
- Abri du Rippert (surface)
- Abri du Bois-de-Cattenom (surface)
- Abri du Krekelbusch (caverne)
- Abri de Métrich (caverne)
- Abri du Nonnenberg (caverne)
- Abri du Bichel Nord (surface)
- Abri du Bichel Sud (surface)

#### Observatoires
- Observatoire d'Hettange
- Observatoire de la Route-de-Luxembourg
- Observatoire de Boust
- Observatoire de Cattenom

#### Casernements de sureté
- Camp d'Angevillers
- Camp d'Hettange-Grande
- Camp de Cattenom
- Camp d'Elzange

#### AnciennesFestenallemandes
- Fort d’Illange
- Fort de Guentrange
- Fort de Kœnigsmacker

### Secteur fortifié de Boulay

#### Gros Ouvrages
- Ouvrage du Hackenberg
- Ouvrage du Mont-des-Welches
- Ouvrage du Michelsberg
- Ouvrage d'Anzeling

#### Petits ouvrages
- Ouvrage du Coucou
- Ouvrage de Hobling
- Ouvrage de Bousse
- Ouvrage de Berenbach
- Ouvrage du Bovenberg
- Ouvrage de Denting
- Ouvrage du Village-de-Coume
- Ouvrage de l'Annexe Nord de Coume
- Ouvrage de Coume
- Ouvrage de l'Annexe Sud de Coume
- Ouvrage du Mottenberg

#### Casemates complémentaires d'artillerie
- Casemate du Bovenberg
- Casemate du Bois-d'Ottonville ou casemate d'Ottonville

#### Casemates d'infanterie
- Casemate du Hummersberg Nord
- Casemate du Hummersberg Sud
- Casemate de Veckring Nord
- Casemate de Veckring Sud
- Casemate de Menskirch
- Casemate du Huberbusch Ouest
- Casemate du Huberbusch Est
- Casemate d'Edling Ouest
- Casemate d'Edling Sud
- Casemate d'Eblange
- Casemate de Langhep Ouest
- Casemate de Langhep Est
- Casemate du Bisterberg Nord I
- Casemate du Bisterberg Nord II
- Casemate du Bisterberg Sud III
- Casemate du Bisterberg Sud IV
- Casemate Sud du Mottemberg

#### Observatoires
- Observatoire des Chênes-Brûlés
- Observatoire de Hestroff

#### Abris d'intervalles
- Abri du Hummersberg (caverne)
- Abri de Veckring (caverne)
- Abri du Coucou (surface)
- Abri des Chênes-Brûlés (caverne)
- Abri de Klang (caverne)
- Abri du Mont-des-Welches (surface)
- Abri d'Ising (surface)
- Abri de Bilmette (surface)
- Abri de Férange (caverne)
- Abri de Hestroff (surface)
- Abri du Rotherberg (caverne)
- Abri de Bockange (surface)
- Abri de Gomelange (surface)
- Abri de Colming (abri-casemate de surface)

### Secteur fortifié de Faulquemont

#### Petits ouvrages
- Ouvrage du Kerfent
- Ouvrage du Bambesch
- Ouvrage de l'Einseling
- Ouvrage de Laudrefang
- Ouvrage de Teting

#### Casemates complémentaires d'artillerie
- Casemate du Bambesch
- Casemate de Stocken
- Casemate de Teting

#### Casemate d'infanterie
- Casemate de Bambiderstroff Nord
- Casemate de Bambiderstroff Sud
- Casemate de l'Einseling Nord
- Casemate de l'Einseling Sud
- Casemate des Quatre-Vents Nord
- Casemate des Quatre-Vents Sud
- Casemate du Bois-de-Laudrefang Nord
- Casemate du Bois-de-Laudrefang Sud

## Secteur fortifié de la Sarre

### Petits ouvrages
- Ouvrage du Haut-Poirier

### Casemates d'infanterie
- Casemate de Wittring
- Casemate du Grand-Bois
- Casemate du Nord-Ouest d'Achen
- Casemate du Nord d'Achen
- Casemate du Nord-Est d'Achen

## Région fortifiée de la Lauter
La région fortifiée de la Lauter est composée des secteurs fortifiées les plus solides de la 20e région militaire (QG à Nancy) : secteurs de Rohrbach, des Vosges et de Haguenau.

### Secteur fortifié de Rohrbach

#### Gros ouvrages
- Ouvrage du Simserhof
- Ouvrage du Schiesseck

#### Petits ouvrages
- Ouvrage du Welschhof
- Ouvrage de Rohrbach
- Ouvrage de l'Otterbiel

#### Casemates d'infanterie
- Casemate Ouest de Singling
- Casemate Nord-Ouest de Singling Gauche
- Casemate Nord-Ouest de Singling Droite
- Casemate de Bining
- Casemate de la Station-de-Rohrbach
- Casemate de Rohrbach
- Casemate du Sinnerberg Ouest
- Casemate du Sinnerberg Est
- Casemate du Petit-Réderching Ouest
- Casemate du Petit-Réderching Est
- Casemate du Petit-Réderching
- Casemate du Seelberg Ouest
- Casemate du Seelberg Est
- Casemate du Judenhoff
- Casemate de Hohlbach
- Casemate du Légeret
- Casemate du Freudenberg
- Casemate de Ramstein Ouest
- Casemate de Ramstein Est
- Casemate du Champ-d'Aviation Ouest
- Casemate du Champ-d'Aviation Est
- Casemate du Kindelberg
- Casemate de Rochat Ouest
- Casemate de Rochat Est
- Casemate du Petit-Hohékirkel
- Casemate du Grand-Hohékirkel Ouest
- Casemate du Grand-Hohékirkel Est

#### Abris d'intervalle
- Abri de Frohmuhle (caverne)
- Abri de Petit-Réderching
- Abri du Légeret (caverne)
- Abri du Freudenberg (caverne)
- Abri de Reyerswiller (caverne)
- Abri du Camp (surface)

#### Observatoires
- Observatoire du Freudenberg
- Observatoire de la Citadelle

### Secteur fortifié des Vosges

#### Gros ouvrages
- Ouvrage du Grand-Hohékirkel
- Ouvrage du Four-à-Chaux

#### Petit ouvrage
- Ouvrage de Lembach

#### Casemates d'artillerie
- Casemate du Biesenberg (artillerie)
- Casemate de Windstein (artillerie)

#### Casemates d'infanterie
- Casemate de la Main-du-Prince Ouest
- Casemate de la Main-du-Prince Est
- Casemate du Biesenberg (infanterie)
- Casemate du Biesenberg I
- Casemate du Biesenberg II
- Casemate du Biesenberg III
- Casemate du Biesenberg IV
- Casemate du Biesenberg V
- Casemate du Biesenberg VI
- Casemate du Biesenberg VII
- Casemate de Glasbronn
- Casemate d'Altzinsel
- Casemate de Rothenburg
- Casemate du Nonnenkopf
- Casemate du Grafenweiher Nord-Ouest
- Casemate du Grafenweiher Centre
- Casemate du Grafenweiher Est
- Casemate de Dambach-Nord
- Casemate de Dambach Sud
- Casemate du Wineckerthal Ouest
- Casemate du Wineckerthal Est
- Casemate du Grunenthal
- Casemate de Windstein (infanterie)
- Casemate de La Verrerie
- Casemate de Lembach
- Casemate de Schmelzbach Ouest

#### Abris d'intervalle
- Abri du Dépôt (caverne)
- Abri de Wolfschachen (caverne)

### Secteur fortifié de Haguenau

#### Gros ouvrages
- Ouvrage du Hochwald
- Ouvrage de Schœnenbourg

#### Casemates d'infanterie
- Casemate de Sschmeltzbach Est
- Casemate de Walkmuhl
- Casemate de Drachenbronn Nord
- Casemate de Drachenbronn Sud
- Casemate de Bremmelbach Nord
- Casemate de Bremmelbach Sud
- Casemate de Breitenacker Nord
- Casemate de Breitenacker Sud
- Casemate d'Ingolsheim Ouest
- Casemate d'Ingolsheim Est
- Casemate d'Hunspach-Village
- Casemate d'Hunspach-Station
- Casemate du Moulin-d'Hunspach Ouest
- Casemate du Moulin-d'Hunspach Est
- Casemate de Buchholzberg
- Casemate d'Hoffen Ouest
- Casemate d'Hoffen Est
- Casemate du Bois-d'Hoffen
- Casemate d'Aschbach Ouest
- Casemate d'Aschbach Est
- Casemate d'Oberrœdern Nord
- Casemate d'Oberrœdern Sud
- Casemate de La Seltz
- Casemate de Hatten Nord
- Casemate de Hatten Sud
- Casemate Esch
- Casemate du Bois-de-Rittershoffen 1
- Casemate du Bois-de-Rittershoffen 2
- Casemate du Bois-de-Rittershoffen 3
- Casemate du Bois-de-Rittershoffen 4
- Casemate du Bois-de-Rittershoffen 5
- Casemate du Bois-de-Rittershoffen 6
- Casemate du Bois-de-Koenigsbruck Nord ou casemate de Kœnigsbrück Nord
- Casemate du Bois-de-Koenigsbruck Sud ou casemate de Kœnigsbrück Sud
- Casemate de Kauffenheim
- Casemate du Heidenbuckel
- Casemate de Rountzenheim Nord
- Casemate de Rountzenheim Sud
- Casemate d'Auenheim Nord
- Casemate d'Auenheim Sud
- Casemate du Pont-de-Seltz
- Casemate du Pont-de-Roppenheim Nord
- Casemate du Pont-de-Roppenheim Sud

#### Casemate de Neuhaeuseul
- Casemate de Fort-Louis-Village
- Casemate de Fort-Louis-Ouest
- Casemate de Fort-Louis-Est
- Casemate de Drusenheim Nord
- Casemate de Drusenheim Centre
- Casemate de Drusenheim Sud
- Casemate de Gamsheim Nord
- Casemate de Gamsheim Centre
- Casemate de Gamsheim Sud

#### Abris d'intervalle
- Abri du Birlenbach (caverne)
- Abri du Grassersloch (caverne)
- Abri de Schœnenbourg (surface)
- Abri du Buchholzerberg (surface)
- Abri de Hoffen (surface)
- Abri de Hatten (surface)
- Abri de la Sauer (surface)
- Abri de Koenigsbruck (surface)
- Abri de la Donau (surface)
- Abri du Heidenbuckel (surface)
- Abri de Soufflenheim (surface)
- Abri de Beinheim Nord
- Abri de Beinheim Sud
- Abri de Stattmatten
- Abri de l'Ancienne-Redoute
- Abri de Kaelbergrund
- Abri de Haugrund

Observatoires
- Observatoire d'Hunspach
- Observatoire de Hatten
- Observatoire du Hochwald
- Observatoire du Buchholzberg

## Ligne du Rhin

### Secteur fortifié du Bas-Rhin

#### Casemates d'infanterie
- Drusenheim Nord
- Drusenheim Centre
- Drusenheim Sud
- Neuried
- Offendorf
- Gambsheim Nord
- Gambsheim Centre
- Gambsheim Sud
- Muhlrhein
- Bettenhoffen
- Kilstett
- Kinzig Nord
- Kinzig Sud
- Bassin aux Pétroles
- Sporeninsel
- Bassin de l'Industrie
- Champ de Courses
- Petit Rhin
- Musau
- Ruchau
- Hackmessergrund
- Rohrsehollen
- Paysans
- Auberge
- Christian
- Stall
- Cosaques
- Plobsheim

#### Abris
- Ancienne Redoute
- Kaebelgrund
- Haugrund

### Secteur fortifié de Colmar

#### Casemates d'infanterie
- Tuilerie d'en Haut
- Gerstheim Nord
- Gerstheim Centre
- Gerstheim Sud
- Gerstheim
- Moulin d'Obenheim
- Ziegelhof
- Rhinau Nord
- Rhinau Sud
- Neuergraben
- Friesenheim
- Oberweidt
- Riedl
- Espereinwald Nord
- Espereinwald Sud
- Nachtweid
- Saasenheim
- Schœnau Sud
- Richtolsheim
- Limbourg Nord
- Limbourg Sud
- Marckolsheim Nord
- Marckolsheim Sud
- Sponeck Nord
- Sponeck Sud
- Artzenheim Nord
- Artzenheim Sud
- Baltzenheim
- Eiswasserkopf
- Kunheim Nord
- Kunheim Sud
- Biesheim Nord
- Écluse du Fort Mortier
- Biesheim Sud
- Pont de bateaux de Neuf-Brisach
- Pont de rail de Neuf-Brisach
- Pont de rail de Neuf-Brisach Sud
- Ochsenkopf Nord
- Vogelgrun
- Algosheim Nord
- Algosheim Sud
- Ochsenkopf Sud
- Geiswasser Nord
- Geiswasser Sud
- Nambsheim Rhin
- Nambsheim Nord
- Balgau Sud
- Fessenheim Nord
- Fessenheim Sud
- Chapelle Ste Colombe
- Blodelsheim
- Steinhuebel
- Grassgrun

#### Abris
- Langkopf
- Langgrund
- Rhinau
- Léopold
- Schœnau Nord
- Schœnau Centre
- Schœnau Petit Rhin
- Limbourg Pont Ferme
- Sponeck Auberge
- Cimetière des Juifs
- Sirène
- Geiswasser Village
- Nambsheim Digue

### Secteur fortifié de Mulhouse

#### Casemates d'infanterie
- Blodelsheim Sud Est
- Blodelsheim Sud
- Rumersheim Nord
- Rumersheim Sud
- Chalampé le Bas
- Bantzenheim Nord
- Ameisengrun
- Chalampé Nord Est
- Chalampé Nord Ouest
- Chalampé Sud Ouest
- Bantzenheim
- Chalampé Berge Sud
- Ottmarsheim Nord
- Ottmarsheim Sud
- Hombourg Nord
- Hombourg Sud

#### Abris
- Pont de bateaux de Chalampé
- Pont de rails de Chalampé Nord
- Pont de rails de Chalampé Sud

#### Stand de tir
- Bantzenheim

## Frontière franco-suisse

### Secteur fortifié d'Altkirch

#### Casemates d'artillerie
- Uffheim Nord Est
- Uffheim Nord Ouest
- Hôpital
- Breitenhaag
- Bettlach
- Oltingue
- Raedersdorf

#### Casemates d'infanterie
- Hardt Ouest
- Sauruntz
- Chemin Creux
- Sierentz Voie ferrée Est
- Sierentz Voie ferrée Ouest
- Haselberg
- Aschenbach
- Les Vernes
- Stetten
- Tapfelbaum
- Helfranzkirch Nord Ouest
- Trois Maisons Nord
- Rauspach Nord
- Rauspach Sud
- Côte 445
- Monument
- Coupole de Knoeringen
- Knoeringen Est
- Knoeringen Sud Est
- Willerbach
- Tiefenbach Nord
- Tiefenbach Sud
- Calvaire
- Breitenhaag
- Cesarhof Nord
- Cesarhof Sud
- Strengwald Nord
- Strengwald Sud
- Bettlach
- Bettlach Nord
- Bettlach Sud
- Raedersdorf
- Brochritty Est
- Brochritty Sud
- Gebirgsmatte Nord
- Gebirgsmatte Sud
- Blochmont Est
- Blochmont Centre
- Blochmont Ouest
- Steiner Nord
- Hornis Est
- Châlet
- Glaserberg (C 1 à c 11)
- Grand Kohlberg Nord Ouest
- Ravin
- Pfaffenloch Nord Est
- Verrerie

#### Abri
- Pfaffenloch Nord

## Frontière franco-italienne

### Secteur fortifié de Savoie

#### Gros ouvrages
- Ouvrage du Sapey
- Ouvrage de Saint-Antoine
- Ouvrage du Lavoir
- Ouvrage du Pas-du-Roc
- Ouvrage de Saint-Gobain

#### Petits ouvrages
- Ouvrage de la Cave-à-Canon
- Ouvrage du Châtelard
- Versoyen
- Ouvrage d'Arrondaz
- Ouvrage des Rochilles

#### Casemates
- Amodon
- Saint-Antoine Annexe
- Pas-du-Roc

#### Avant-postes
- Fréjus
- La Roue
- Vallée-Étroite

### Secteur fortifié du Dauphiné

#### Gros ouvrages
- Ouvrage du Janus
- Ouvrage de Roche-la-Croix
- Ouvrage de Saint-Ours Haut
- Ouvrage de Restefond (inachevé)

#### Petits ouvrages
- Col-de-Buffère
- Ouvrage du Col-de-Granon
- Les Aittes
- Gondran E
- Ouvrage de la Plate-Lombarde
- Nord-Ouest de Fontvive
- Nord-Est de Saint-Ours
- Bas de Saint-Ours
- Ouvrage des Granges-Communes
- Ouvrage du Col-de-Restefond
- Ouvrage du Col-de-la-Moutière

#### Observatoire
- Serre-la-Plate

#### Avant-postes
- Barrage rapide de Montgenèvre
- Avant-poste de Larche
- Avant-poste des Sagnes
- Avant-poste de la Cime de Pelousette
- Avant-poste du Col-des-Fourches
- Avant-poste du Pra
- Avant-poste de Saint-Dalmas-le-Selvage
- Avant-poste du Lauzarouotte (Rocher-du-Prêtre)
- Avant-poste de Las Planas, ou de la Tête-de-Vinaigre
- PC du Col-de-Colombart

#### Casernements
- Fortin du Restefond
- Camp des Fourches
- Abris alpins de la Moutière

### Secteur fortifié des Alpes-Maritimes

#### Gros ouvrages
- Ouvrage de Rimplas
- Ouvrage de Gordolon
- Ouvrage de Flaut
- Ouvrage de Plan-Caval (inachevé)
- Ouvrage du Col-de-Brouis
- Ouvrage du Monte-Grosso
- Ouvrage de l'Agaisen
- Ouvrage de Saint-Roch
- ouvrage du Barbonnet
- Ouvrage de Castillon
- Ouvrage de Sainte-Agnès
- Ouvrage du Mont-Agel
- Ouvrage de Roquebrune
- Ouvrage de Cap-Martin

#### Petits ouvrages
- Ouvrage du Col-de-Crous
- Ouvrage de Valdeblore
- Ouvrage de Fressinéa
- Ouvrage du Col-de-la-Valette
- Ouvrage de la Séréna
- Ouvrage du Col-du-Caïre-Gros
- Ouvrage du Col-du-Fort
- Ouvrage de la Baisse-de-Saint-Véran
- Ouvrage de La Béole
- Ouvrage de La Déa
- Ouvrage du Col-d'Agnon
- Ouvrage du Champ-de-Tir-de-l'Agaisen
- Ouvrage du Col-des-Banquettes
- Ouvrage du Col-de-Garde
- Ouvrage de la Croupe-du-Réservoir

#### Casemates
- La Bollène Est
- La Bollène Ouest
- Roquebillière
- Venanson
- La Bollinette
- Petite-Tétière
- Abelière
- La Neyia
- Bévera
- Oréglia
- Place-Gianotti
- Saint-Christophe Nord
- Saint-Christophe Sud
- Compaost
- Barbonnet
- Pistola Nord
- Pistola Sud
- L'Avellan
- Cote 942
- Saint-Ouen
- Madone-de-Gorbio Nord
- Madone-de-Gorbio Sud
- Gorbio Nord
- Gorbio Sud
- Vesqui Nord
- Vesqui Sud
- Cap-Martin Tunnel

#### Avant-postes
- Isola
- Nord de Valabres (Annexe)
- Sud de Valabres
- Avant-poste de Conchetas ou du Conquet
- Castel-Vieil
- Planet
- Col-de-Raus
- Croi-de-Cougoule
- Castes-Ruines
- Baisse-de-Scuvion
- Pierre-Pointue
- Péna
- Colletta
- Collet-du-Pilon
- Pont-Saint-Louis

#### Casemates de2eligne(type STG allégé)
- Guillaumes
- Tournefort
- Le Suquet
- Cians
- Eze grande Corniche
- Eze moyenne Corniche
- Eze Voie ferrée
- Eze Corniche inférieure

#### Observatoires
- Pic-de-Garuche
- Mont-Gros de Roquebrune

## Corse

### Casemates
- Catarello
- Spinella
- Pertusato
- Capo Bianco Nord
- Capo Bianco Sud
- Rondinara
- Santa Giulia
- Georges Ville